# イソマルト
イソマルト(Isomalt)は、糖アルコールの一種の甘味料である。砂糖に似た物理的性質が利用される。血糖値には殆ど影響せず、虫歯も起こさない。エネルギー価は、砂糖の半分程の約2 kcal/gである。しかし、大部分の糖アルコールと同様に、大量に消費すれば、屁や下痢を含む胃の不調を引き起こす恐れがある。そのため、イソマルトは、1日当たり大人は50gまで、子供は25gまでの摂取に留めることが薦められている。イソマルトは、恐らく体から単純な炭化水素ではなく、食物繊維として扱われるために消化管に影響を与えると考えられている。そのため、多くの繊維と同様に、イソマルトは腸の運動を促進し、ほぼ未消化のまま腸を通過する。また、他の食物繊維と同様に、日常的に摂取し続けると不感状態になり、腸の異常のリスクは減る。イソマルトは、通常、スクラロース等のより強い甘味料と混合して用いられ、これにより、砂糖とほぼ同等の甘さとなる。
イソマルトは、2つの二糖の等モル混合物であり、それぞれが2つの糖からできている。グルコースとマンニトール（α-D-グルコピラノシド-1,6-マンニトール）及びグルコースとソルビトール（α-D-グルコピラノース-1,6-ソルビトール）である。イソマルトを完全に加水分解すると、グルコース（50%）、ソルビトール（25%）、マンニトール（25%）になる。5%の結晶水を含む、無臭の白色結晶である。また、特にキシリトールやエリトリトールと比べ、他の多くの糖アルコールよりも、溶液のエンタルピー上昇効果が大きい。
イソマルトは、まずスクロースを還元二糖のイソマルトース（6-O-α-D-グルコピラノシド-D-フルクトース）に変換し、次にこれをラネー合金触媒で水素化するという2段階の過程で合成される。最終的な生成物は、6-O-α-D-グルコピラノシド-D-ソルビトール (1,6-GPS)と1-O-α-D-グルコピラノシド-D-マンニトール二水和物 (1,1-GPM-dihydrate)の等モル混合物である。
アメリカ合衆国では、イソマルトの使用が1990年から認められている。オーストラリア、ニュージーランド、スイス、カナダ、ノルウェイ、メキシコ、イラン、オランダでも使用が認められている。
イソマルトは、スクロースほど速く結晶化しないため、飴細工にも用いられる。